# ГЕС Chute-du-Diable
ГЕС Chute-du-Diable – гідроелектростанція у канадській провінції Квебек. Знаходячись між ГЕС Перібонка  (вище по течії) та ГЕС Chute-à-la-Savane, входить до складу каскаду у сточищі річки Сагне, яка за сто вісімдесят кілометрів на північний схід від міста Квебек впадає ліворуч до річки Святого Лаврентія (дренує Великі озера).
Станція розташована на річці Перібонка, найбільшому допливу озера Сен-Жан, з якого й бере початок згадана вище Сагне. В межах проекту звели бетонну гравітаційну греблю висотою 38 метрів та довжиною 537 метрів, яка разом з допоміжною спорудою того ж типу висотою 10 метрів та довжиною 44 метри утримує водосховище з площею поверхні 47 км2 та об’ємом 1,2 млрд м3.
Також можливо відзначити, що вже після розташованої вище станції до Перібонки ліворуч впадає велика притока Manouane. У верхів’ї останньої знаходиться великий резервуар, котрий накопичує ресурс для роботи п’яти нижніх ГЕС каскаду на Перібонці-Сагне. Це водосховище з площею поверхні 394 км2 та об’ємом 3,9 млрд м3 утримує бетонна гравітаційна гребля висотою 12 метрів та довжиною 680 метрів і допоміжна земляна дамба висотою 5 метрів та довжиною 165 метрів.
Пригреблевий машинний зал станції Chute-du-Diable обладнали п’ятьма турбінами загальною потужністю 205 МВт, які використовують напір у 33,5 метра.
Власником станції є світовий алюмінієвий гігант Rio Tinto Alcan.